# Sinostemmiulus simplicior
Sinostemmiulus simplicior är en mångfotingart som beskrevs av Chamberlin och Wang 1953. Sinostemmiulus simplicior ingår i släktet Sinostemmiulus och familjen tråddubbelfotingar. Inga underarter finns listade i Catalogue of Life.